# BaseMovil
BaseMovil es una tecnología creada en 2004 por Elondra cuya finalidad es permitir la creación de aplicaciones de negocio sobre teléfonos móviles convencionales equipados con Java.
Elondra diseñó BaseMovil con el propósito de hacer posible que un teléfono móvil sea capaz de sustituir a PDAs u ordenadores portátiles en el trabajo diario del personal de campo, no sólo ejecutivos, sino todo el personal que trabaja fuera de la oficina y en ocasiones en lugares remotos o de condiciones ambientales duras.
Los teléfonos posibilitan una sencillez que no tienen otros dispositivos, no solo por la interfaz sencilla y a la que todos estamos acostumbrados, sino por la propia instalación y gestión de los dispositivos. Todo se hace de forma telemática, desde la instalación vía SMS a las descargas de datos y las posteriores sincronizaciones. Sin necesidad de configuración ni conocimientos específicos.
Como tal, comprende un motor de Base de datos, un motor de sincronización, y lo que Elondra denomina herramientas de productividad.
El motor de base de datos permite tener tablas con sus respectivos índices, en principio sin más límite que el impuesto por la capacidad del dispositivo. Se han realizado pruebas satisfactorias con más de 20.000 registros en una tabla y bases de datos de más de 15Mb.
Los índices permiten realizar búsquedas muy rápidas y pueden ser sobre contenidos exactos o bien de tipo "texto completo" con algunas limitaciones.
El motor de sincronización es el responsable de mantener actualizada, en ambos sentidos, la base de datos que lleva el teléfono con la base de datos corporativa. Cuando la aplicación arranca por primera vez se descarga una copia completa de la base de datos (personalizada según criterios definibles para cada usuario). Desde ese momento todas las consultas y modificaciones de datos se realizan sobre la memoria del teléfono, y el motor de sincronización se encarga tanto de enviar esos datos hacia la base de datos corporativa como de recibir las modificaciones que se produjeran en esta mientras ha estado desconectado.
Las herramientas de productividad son las responsables de que el desarrollo de aplicaciones sea algo rápido y sencillo, y aportan elementos como conectividad con impresoras, lectores de códigos de barras o antenas GPS, así como sistemas para definir las pantallas de la aplicación con simples ficheros XML. Estas pantallas comprenden desde menús gráficos, a listados de datos, formularios enlazados con tablas de datos, y otras de carácter más específico.
Como servicio, BaseMovil es un sistema bajo demanda al estilo de AppExchange de SourceForge.com. El desarrollador de aplicaciones no necesita infraestructura sino que usa la propia de Elondra para alojar sus bases de datos y aplicaciones. Los servidores de Elondra actúan como centro de comunicaciones, enlazando los teléfonos móviles con los sistemas de gestión específicos del cliente final.
Los usuarios finales usan el sistema y pagan cuotas reducidas según el número de dispositivos conectados mes a mes.
Actualmente Elondra comercializa diferentes aplicaciones basadas en esta tecnología:
- bmSales, preventa y autoventa
- bmFines, emisión de multas
- bmForms, formularios y mediciones (encuestas)
- bmExpenses, cobros y gastos
- bmIssues, gestión de defectos en construcción de edificios